# La Creuera (Horta de Sant Joan)
La Creuera és una obra d'Horta de Sant Joan (Terra Alta) inclosa a l'Inventari del Patrimoni Arquitectònic de Catalunya.

## Descripció
És un dels elements urbans més coneguts d'Horta de Sant Joan. Consisteix en un cobert o portal emplaçat en una cruïlla. Té una estructura irregular i està fet gairebé tot ell de carreus de pedra, amb entramat posterior de fusta i revoltons de maó.
De les tres sortides que té una conserva un esplèndid arc de grans dimensions.